# Philippe Delrieu
Philippe Delrieu (Tarbes, 10 de agosto de 1959) es un deportista francés que compitió en esgrima, especialista en la modalidad de sable.
Participó en dos Juegos Olímpicos de Verano en los años 1984 y 1988, obteniendo una medalla de plata en Los Ángeles 1984 en la prueba por equipos. Ganó dos medallas de bronce en el Campeonato Mundial de Esgrima en los años 1987 y 1989.

## Palmarés internacional
| Juegos Olímpicos   | Juegos Olímpicos             | Juegos Olímpicos  | Juegos Olímpicos  |
| Año                | Lugar                        | Medalla           | Prueba            |
| ------------------ | ---------------------------- | ----------------- | ----------------- |
| 1984               | Los Ángeles (Estados Unidos) | Medalla de plata  | Sable por equipos |
| Campeonato Mundial |                              |                   |                   |
| Año                | Lugar                        | Medalla           | Prueba            |
| 1987               | Lausana (Suiza)              | Medalla de bronce | Sable por equipos |
| 1989               | Denver (Estados Unidos)      | Medalla de bronce | Sable por equipos |